# Ius scriptum
Ius scriptum (klasični latinski: jus scriptum) je latinski izraz za pisano pravo. Rimski pravnici su pod pisanim pravom podrazumijevali sva prava koje je izdavala javna vlast sa zakonodavnom funkcijom. Takvo pravo je uglavnom bilo redigirano pismeno. U kasnijem rimskom i modernom pravu, pod pisanim pravom se podrazumijevaju pisani zakoni koje donose zakonodavni državni organi, a predviđeni su ustavom.